# 三月のパンタシア
三月のパンタシア（さんがつのパンタシア）は、日本の音楽プロジェクト。ボーカルのみあを中心に、コンポーザーやイラストレーターなど複数のクリエイターが参加している。2015年に活動を開始し、2016年にメジャー・デビューを果たした。所属レコードレーベルはSACRA MUSIC。
ユニットのコンセプトは「終わりと始まりの物語を空想する」であり、ユニット名の「パンタシア」はラテン語で「空想」を意味する。略称は「三パシ」。
2018年以降は、ボーカル・みあが書き下ろした小説を軸に音楽制作をしている。

## 概要

### インディーズ時代
2015年8月16日、YouTubeでオリジナル楽曲「day break」を公開し、活動を開始する。その後、「青に水底」や「星の涙」といった楽曲を発表して注目を集める。
なお、インディーズ時代に発表された楽曲のキービジュアルは、全て浅見なつが手掛けている。

### メジャー時代
2016年6月1日、1stシングル「はじまりの速度」をリリースし、メジャー・デビューを果たす。その後、12月14日に2ndシングル「群青世界」をリリースする。
2017年、2月1日に3rdシングル「フェアリーテイル」、3月8日に1stアルバム『あのときの歌が聴こえる』をリリースする。また、1stアルバムリリース前日の3月7日に、ニコニコ生放送にて初めて歌唱パフォーマンスを披露した。
2018年夏からは蒼色女子（ガールズブルー）と題した企画を展開するようになる。

## 略歴
2015年
- 08月16日 - オリジナル楽曲「day break」を公開。三月のパンタシアとして活動を開始する。

2016年
- 03月10日 - 公式サイトが公開。
- 05月09日 - エンディングテーマを担当した『キズナイーバー』が「リスアニ！Vol25」で特集。三月のパンタシアのインタビュー記事が掲載された。
- 06月01日 - 1stシングル「はじまりの速度」をリリース。メジャーデビューを果たした。
- 08月27日 - 西尾維新『クビキリサイクル 青色サヴァンと戯言遣い』OVAのオープニングテーマを担当することが決定した。
- 11月30日 - 「フェアリーテイル」がTVアニメ『亜人ちゃんは語りたい』EDテーマに起用されることが決定した。

2017年
- 03月08日 - 1stアルバム「あのときの歌が聴こえる」が発売。
- 03月28日 - 「星の涙」のノベライズ作品が発売。
- 05月30日 - ブルーレーベルより小説「星の涙～君だけに伝えたい～」が発売。
- 06月09日 - 「ルビコン」がTVアニメ『Re:CREATORS』第二クールのエンディングテーマに起用されることが決定した。
- 06月23日 - 「リマインドカラー ～茜色の記憶～」が三月のパンタシアのノベリストであるみのりによる小説「茜色の記憶」のテーマ曲に決定した。
- 08月23日 - 過去楽曲で使われたイラストのパネル展がHMV & BOOKS TOKYOにて開催。
- 08月28日 - 「リマインドカラー ～茜色の記憶～」がテーマソングである小説「茜色の記憶」が発売。
- 11月24日 - 「風の声を聴きながら」がTVアニメ『スロウスタート』エンティングテーマに起用されることが決定した。
- 11月25日 -初のワンマンライブ 三月のパンタシア ワンマンライブ〜きみとわたしの物語〜 開催
- 12月31日 - 「コラージュ」がTVアニメ『衛宮さんちの今日のごはん』エンティングテーマに起用されることが決定した。

2018年
- 06月23日 -三月のパンタシア セカンドワンマンライブ～星の川、月の船～ 開催
- 08月10日 - TVアニメ『ベルゼブブ嬢のお気に召すまま。』のオープニングテーマを担当することが決定。
- 08月16日 - 音楽と小説、イラストが連動する企画「ガールズブルー」が開始する。

2019年
- 02月07日 -三月のパンタシア LIVE 2019 「ピンクスパークス」開催
- 03月12日 - 三月のパンタシア×ダイスケリチャード パネル展がヴィレッジヴァンガード全国5店舗にて開催。
- 03月13日 - 2ndアルバム「ガールズブルー・ハッピーサッド」が発売。
- 06月09日 -三月のパンタシア LIVE 2019 「ガールズブルー・ハッピーサッド」開催
- 07月14日 - 三月のパンタシア企画「ガールズブルー」の新企画「8時33分、夏がまた輝く」が開始。
- 08月16日 - 「8時33分、夏がまた輝く」がLINEノベルに掲載されることが決定。

2020年
- 01月25日 – 三月のパンタシア LIVE2020 「18時33分、冬もまた輝く」開催
- 09月30日 – 3rdアルバム「ブルーポップは鳴り止まない」発売
- 10月23日 – 初のオンラインライブとなる「ブルーポップは鳴りやまない」開催
- 12月26日 – 公式ファンクラブ「三月のナイショ話倶楽部」を開設

2021年
- 06月01日 – 5th Anniversary Live 「もう一度、物語ははじまる」開催
- 07月19日 – 初の長編小説 書籍「さよならの空はあの青い花の輝きとよく似ていた」発売
- 11月27日 – 1年10ヶ月ぶりとなる有観客ライブ 三月のパンタシア LIVE 2021「物語はまだまだ続いていく」開催。このライブより、それまで非公開だった顔出しが解禁される。

2022年
- 03月09日 – 4thアルバム「邂逅少女」発売
- 03月27日 – 初の東阪ツアー 三月のパンタシア LIVE2022 「邂逅少女」が東京公演を皮切りに開催

2023年
- 03月19日 –三月のパンタシア LIVE 2023 「君の海、有機体としての青」開催
- 08月23日 –初となるEP「ゴールデンレイ -解体新章-」発売

2024年
- 03月02日 –2度目となるツアー 三月のパンタシア LIVE 2024「ブルーアワーを飛び越えて」が大阪公演を皮切りに開催。ツアー後半には、中国・上海、広州にて初の海外公演を開催。
- 08月21日 –5thアルバム「愛の不可思議」発売
- 08月24日 –三月のパンタシア SUMMER LIVE 2024 「-愛の不可思議-」が開催

2025年
- 03月08日 –三月のパンタシア LIVE 2025「我回来了！中国！！」が中国・広州と上海にて開催。
- 03月29日 –三月春のパン(タシア)祭り2025 -リベンジの春-が開催。

## 特徴
三月のパンタシアの音楽は、三月という「終わりと始まりが重なる」時期に生まれる感情を音楽にして届けたい、という想いから生まれた。音楽ライターの榑林史章は、三月のパンタシアの楽曲について「青春時代を謳歌しながらも、その裏側に同時に存在する心の『揺れ』」が感じられるとし、そのような「表と裏が同時に存在する、今の若者のリアル」が体現されていると評している。
また、榑林は、三月のパンタシアについて、文章のようなユニット名であり、かつ顔を公開せずに活動していると述べ、こうした点も2000年前後に生まれた音楽ユーザーにフィットしていると分析している。

### ボーカル
三月のパンタシアは、ボーカリスト・みあの「憂いを秘めた歌声」に惹かれたクリエイターが集まる形で結成されたユニットである。みあの歌声は外部のライターからも高く評価されており、榑林史章は、みあの「純粋さと儚さを持った」歌声が、若者のリアルを体現することに貢献していると評した。橋川良寛は、みあの「透きとおり、ときに切なく絞り出すような」歌声が、どの楽曲にも深く溶け込んでいると評し、この点が本ユニット最大の魅力であると述べている。
みあ自身は、三月のパンタシアの楽曲を歌う際、「まっすぐ歌う」ことを意識していると述べている。

## ディスコグラフィ

### シングル

#### 配信限定シングル
| 発売日         | タイトル                                                                      | 規格                   | 規格品番  |
| -------------- | ----------------------------------------------------------------------------- | ---------------------- | --------- |
| 2016年09月10日 | はじまりの速度 -TV Size-                                                      | デジタル・ダウンロード | KSXX-1170 |
| 2016年11月11日 | ブラックボードイレイザー                                                      | デジタル・ダウンロード | KSXX-1284 |
| 2017年01月08日 | フェアリーテイル -TV Size-                                                    | デジタル・ダウンロード | KSXX-1322 |
| 2017年07月08日 | ルビコン -TV Size-                                                            | デジタル・ダウンロード | KSXX-1458 |
| 2018年11月10日 | ピンクレモネード                                                              | デジタル・ダウンロード | VVXX-346  |
| 2019年03月18日 | 三月がずっと続けばいい                                                        | デジタル・ダウンロード | VVXX-403  |
| 2019年07月15日 | いつか天使になって あるいは青い鳥になって アダムとイブになって ありえないなら | デジタル・ダウンロード | VVXX-437  |
| 2019年08月26日 | 恋はキライだ                                                                  | デジタル・ダウンロード | VVXX-458  |
| 2020年01月25日 | 煙                                                                            | デジタル・ダウンロード | VVXX-532  |
| 2020年03月08日 | ランデヴー                                                                    | デジタル・ダウンロード | VVXX-545  |
| 2020年05月25日 | 逆さまのLady                                                                  | デジタル・ダウンロード | VVXX-636  |
| 2020年07月25日 | サマーグラビティ                                                              | デジタル・ダウンロード | VVXX-727  |
| 2020年08月17日 | 青い雨は降りやまない                                                          | デジタル・ダウンロード |           |
| 2020年08月24日 | たべてあげる                                                                  | デジタル・ダウンロード |           |
| 2020年09月07日 | 醒めないで、青春                                                              | デジタル・ダウンロード |           |
| 2020年09月21日 | 透明色                                                                        | デジタル・ダウンロード | VVXX-782  |
| 2021年03月10日 | 君をもっと知りたくない                                                        | デジタル・ダウンロード | VVXX-944  |
| 2021年05月14日 | 幸福なわがまま                                                                | デジタル・ダウンロード | VVXX-1008 |
| 2021年07月11日 | 101                                                                           | デジタル・ダウンロード | VVXX-1043 |
| 2022年01月29日 | 花冷列車                                                                      | デジタル・ダウンロード |           |
| 2022年03月28日 | アイビーダンス                                                                | デジタル・ダウンロード |           |
| 2022年05月08日 | 四角運命                                                                      | デジタル・ダウンロード |           |
| 2022年08月16日 | 花冷列車 - From THE FIRST TAKE                                                | デジタル・ダウンロード |           |
| 2022年08月16日 | 青春なんていらないわ - From THE FIRST TAKE                                    | デジタル・ダウンロード |           |
| 2022年12月16日 | マイワンダー                                                                  | デジタル・ダウンロード |           |
| 2023年04月07日 | ピアスを飲む                                                                  | デジタル・ダウンロード |           |
| 2023年04月14日 | レモンの花                                                                    | デジタル・ダウンロード |           |
| 2023年07月02日 | ゴールデンレイ                                                                | デジタル・ダウンロード |           |
| 2024年01月24日 | 薄明                                                                          | デジタル・ダウンロード |           |
| 2024年02月23日 | 春嵐                                                                          | デジタル・ダウンロード |           |
| 2024年05月15日 | 僕らの幸福論                                                                  | デジタル・ダウンロード |           |
| 2024年 5月29日 | スノーノワール                                                                | デジタル・ダウンロード |           |
| 2025年 3月 7日 | 天使になりたいっ！                                                            | デジタル・ダウンロード |           |
| 2025年 8月 6日 | LuMiNA                                                                        | デジタル・ダウンロード |           |

### タイアップ
| 楽曲                   | タイアップ                                                                      | 時期   |
| ---------------------- | ------------------------------------------------------------------------------- | ------ |
| はじまりの速度         | テレビアニメ『キズナイーバー』エンディングテーマ                                | 2016年 |
| 花に夕景               | MUSIC ON! TV『リスアニ!TV 5th Season』オープニングテーマ                        | 2016年 |
| 群青世界               | OVA『クビキリサイクル 青色サヴァンと戯言遣い』オープニングテーマ                | 2016年 |
| フェアリーテイル       | テレビアニメ『亜人ちゃんは語りたい』エンディングテーマ                          | 2017年 |
| ルビコン               | テレビアニメ『Re:CREATORS』エンディングテーマ                                   | 2017年 |
| 風の声を聴きながら     | テレビアニメ『スロウスタート』エンディングテーマ                                | 2018年 |
| コラージュ             | Webアニメ『衛宮さんちの今日のごはん』エンディングテーマ                         | 2018年 |
| 恋を落とす             | Webドラマ『恋を落とす』主題歌                                                   | 2018年 |
| ピンクレモネード       | テレビアニメ『ベルゼブブ嬢のお気に召すまま。』オープニングテーマ                | 2018年 |
| 醒めないで、青春       | 全日本高等学校・全日本中学校チアリーディング選手権大会 応援CM曲                 | 2020年 |
| 醒めないで、青春       | ポカリスエット「2分30秒の青春」篇CMソング                                       | 2020年 |
| 醒めないで、青春       | FM長崎「スマイルキャンペーン2020」テーマソング                                  | 2020年 |
| たべてあげる           | ゲーム『毎日♪ 衛宮さんちの今日のごはん』主題歌                                  | 2020年 |
| 逆さまのLady           | 遊星高校『オトメフラグ 〜遊星高校前夜祭〜』テーマソング                         | 2020年 |
| 逆さまのLady           | KBS京都『京スポ』2020年6月度エンディングテーマ                                  | 2020年 |
| 君をもっと知りたくない | オーディオドラマ「ミステリリカルな手紙はチョコレートよりも甘い」テーマソング    | 2021年 |
| 幸福なわがまま         | テレビ朝日系ドラマ『あのときキスしておけば』オープニングテーマ                  | 2021年 |
| 101                    | テレビアニメ『魔法科高校の優等生』オープニングテーマ                            | 2021年 |
| ユアソング             | 「GINZA SIX」WebCM曲                                                            | 2022年 |
| 花冷列車               | ABEMA Prime 4月度エンディングテーマ                                             | 2022年 |
| 四角運命               | テレビアニメ『カッコウの許嫁』第1期第1クールエンディングテーマ                  | 2022年 |
| ゴールデンレイ         | テレビアニメ『ライザのアトリエ 〜常闇の女王と秘密の隠れ家〜』オープニングテーマ | 2023年 |
| スノーノワール         | テレビアニメ『魔法科高校の劣等生』スティープルチェース編エンディングテーマ      | 2024年 |
| 僕らの幸福論           | 映画『ハピネス』主題歌                                                          | 2024年 |

## ミュージックビデオ
| 公開日 | 公開日   | 曲名                                                                          | 監督          |
| ------ | -------- | ----------------------------------------------------------------------------- | ------------- |
| 2015年 | 04月21日 | day break                                                                     | 浅見なつこ    |
| 2015年 | 09月25日 | 青に水底                                                                      | 浅見なつこ    |
| 2015年 | 11月10日 | 七千三百とおもちゃのユメ                                                      | 浅見なつこ    |
| 2015年 | 12月18日 | 星の涙                                                                        | 浅見なつこ    |
| 2016年 | 02月09日 | イタイ                                                                        | 浅見なつこ    |
| 2016年 | 04月09日 | はじまりの速度                                                                | loundraw      |
| 2016年 | 05月13日 | 花に夕景                                                                      | 浅見なつこ    |
| 2016年 | 05月20日 | キミといた夏                                                                  | bob           |
| 2016年 | 07月29日 | ブラックボードイレイザー                                                      | loundraw      |
| 2016年 | 11月30日 | 群青世界                                                                      | bob           |
| 2017年 | 01月21日 | フェアリーテイル                                                              | bob           |
| 2017年 | 07月08日 | ルビコン                                                                      |               |
| 2017年 | 08月18日 | リマインドカラー ～茜色の記憶～                                               |               |
| 2018年 | 02月15日 | 風の声を聴きながら                                                            |               |
| 2018年 | 08月30日 | 青春なんていらないわ                                                          | えむめろ      |
| 2018年 | 10月20日 | ピンクレモネード                                                              | えむめろ      |
| 2018年 | 12月20日 | 街路、ライトの灯りだけ                                                        | えむめろ      |
| 2019年 | 02月07日 | 三月がずっと続けばいい                                                        | えむめろ      |
| 2019年 | 02月22日 | ビタースイート                                                                | えむめろ      |
| 2019年 | 03月22日 | パステルレイン                                                                | えむめろ      |
| 2019年 | 07月14日 | いつか天使になって あるいは青い鳥になって アダムとイブになって ありえないなら | えむめろ      |
| 2019年 | 08月25日 | 恋はキライだ                                                                  | えむめろ      |
| 2020年 | 01月24日 | 煙                                                                            | えむめろ      |
| 2020年 | 03月07日 | ランデヴー                                                                    | えむめろ      |
| 2020年 | 05月24日 | 逆さまのLady                                                                  | えむめろ      |
| 2020年 | 07月24日 | サマーグラビティ                                                              | えむめろ      |
| 2020年 | 08月16日 | 青い雨は降りやまない                                                          | えむめろ      |
| 2020年 | 08月23日 | たべてあげる                                                                  | えむめろ      |
| 2020年 | 09月06日 | 醒めないで、青春                                                              | えむめろ      |
| 2020年 | 09月20日 | 透明色                                                                        | えむめろ      |
| 2021年 | 02月14日 | 君をもっと知りたくない                                                        |               |
| 2021年 | 05月21日 | 幸福なわがまま                                                                |               |
| 2021年 | 07月10日 | 101                                                                           | 山口駿        |
| 2021年 | 07月21日 | 夜光                                                                          |               |
| 2022年 | 01月29日 | 花冷列車                                                                      |               |
| 2022年 | 02月26日 | 君の幸せ喜べない、ごめんね                                                    |               |
| 2022年 | 03月28日 | アイビーダンス                                                                | 桃猫てぃる    |
| 2022年 | 05月08日 | 四角運命                                                                      | いがきち      |
| 2022年 | 07月07日 | シリアス                                                                      | イノウエマナ  |
| 2022年 | 12月23日 | マイワンダー                                                                  | Moeko Miyoshi |
| 2023年 | 04月07日 | ピアスを飲む                                                                  | Moeko Miyoshi |
| 2023年 | 04月14日 | レモンの花                                                                    | Moeko Miyoshi |
| 2023年 | 8月23日  | まぼろし                                                                      | 椎柚あげ      |
| 2024年 | 1月24日  | 薄明                                                                          | Moeko Miyoshi |
| 2024年 | 2月23日  | 春嵐                                                                          | Moeko Miyoshi |
| 2024年 | 5月10日  | スノーノワール                                                                | shuuya        |
| 2024年 | 5月17日  | 僕らの幸福論                                                                  | cappu         |
| 2024年 | 8月15日  | 愛の不可思議                                                                  |               |
| 2025年 | 3月7日   | 天使になりたいっ！                                                            | 稚柚あげ      |
| 2025年 | 8月6日   | LuMiNA                                                                        | 稚柚あげ      |

### いっしょに歌ってみた企画
| 公開日 | 公開日   | 曲名                         | 備考         |
| ------ | -------- | ---------------------------- | ------------ |
| 2023年 | 10月21日 | 花は幻                       | w/YuNi       |
| 2023年 | 10月21日 | ランデヴー                   | w/YuNi       |
| 2023年 | 11月30日 | ごめんなんか聞きたくなかった | w/こはならむ |
| 2023年 | 11月30日 | 青春なんていらないわ         | w/こはならむ |

## ライブ・イベント
出典: 

### 単独公演
| 年     | 日程     | タイトル                                                         | 会場                                            | 備考                                                                |
| ------ | -------- | ---------------------------------------------------------------- | ----------------------------------------------- | ------------------------------------------------------------------- |
| 2017年 | 11月25日 | 三月のパンタシア ワンマンライブ〜きみとわたしの物語〜            | 東京・duo MUSIC EXCHANGE                        |                                                                     |
| 2018年 | 6月23日  | 三月のパンタシア セカンドワンマンライブ～星の川、月の船～        | 東京・TSUTAYA O-EAST                            |                                                                     |
| 2019年 | 2月7日   | 三月のパンタシア LIVE 2019 / ピンクスパークス                    | 東京・Mt.RAINIER HALL SHIBUYA PLEASURE PLEASURE |                                                                     |
| 2019年 | 6月9日   | 三月のパンタシア LIVE 2019 / ガールズブルー・ハッピーサッド      | 東京・EX THEATER ROPPONGI                       |                                                                     |
| 2020年 | 1月25日  | 三月のパンタシア LIVE2020 / 18時33分、冬もまた輝く               | 東京・豊洲PIT                                   |                                                                     |
| 2020年 | 10月23日 | 三月のパンタシアLIVE2020 / ブルーポップは鳴りやまない            | Thumva (オンラインライブ)                       | 三月のパンタシア初となるオンラインライブ                            |
| 2021年 | 3月24日  | 三月のパンタシア presents 三月春のスタジオライブ祭り             | オンラインライブ                                |                                                                     |
| 2021年 | 6月1日   | 三月のパンタシア 5th Anniversary Live / もう一度、物語ははじまる | オンラインライブ                                |                                                                     |
| 2021年 | 11月27日 | 三月のパンタシア LIVE2021 / 物語はまだまだ続いていく             | 東京・豊洲PIT                                   |                                                                     |
| 2022年 | 3月27日  | 三月のパンタシア LIVE2022 / 邂逅少女                             | 東京・Zepp Haneda                               | 初の東阪ツアー 大阪公演(3月18日)はみあの体調不良により4月22日に延期 |
| 2022年 | 4月22日  | 三月のパンタシア LIVE2022 / 邂逅少女                             | 大阪・なんばHatch                               | 初の東阪ツアー 大阪公演(3月18日)はみあの体調不良により4月22日に延期 |
| 2022年 | 8月25日  | 三パシ夏祭り〜トーク＆ミニライブ生配信～                         | オンラインライブ                                |                                                                     |
| 2023年 | 3月19日  | 三月のパンタシア LIVE2023 / 君の海、有機体としての青             | 東京・豊洲PIT                                   |                                                                     |
| 2024年 | 3月2日   | 三月のパンタシア LIVE2024 / ブルアワーを飛び越えて               | 大阪・心斎橋BIGCAT                              | 初の海外公演 東京公演のみSouゲスト出演                              |
| 2024年 | 3月10日  | 三月のパンタシア LIVE2024 / ブルアワーを飛び越えて               | 東京・EX THEATER ROPPONGI                       | 初の海外公演 東京公演のみSouゲスト出演                              |
| 2024年 | 3月16日  | 三月のパンタシア LIVE2024 / ブルアワーを飛び越えて               | 中国・バンダイナムコ上海文化センター 未来劇場   | 初の海外公演 東京公演のみSouゲスト出演                              |
| 2024年 | 3月17日  | 三月のパンタシア LIVE2024 / ブルアワーを飛び越えて               | 中国・MAOLivehouse広州永庆坊                    | 初の海外公演 東京公演のみSouゲスト出演                              |
| 2024年 | 8月24日  | 三月のパンタシア SUMMER LIVE2024 / 愛の不可思議                  | 東京・Zepp Shinjuku                             |                                                                     |
| 2025年 | 3月8日   | 三月のパンタシア LIVE2025 / 我回来了！中国！！                   | 中国・MAOLivehouse広州永庆坊                    |                                                                     |
| 2025年 | 3月9日   | 三月のパンタシア LIVE2025 / 我回来了！中国！！                   | 中国・MAOLivehouse上海                          |                                                                     |
| 2025年 | 8月16日  | 三月のパンタシア 10th ANNIVERSARY LIVE / 多彩透明なブルーだった  | 東京・Zepp Shinjuku                             |                                                                     |

### 主催公演
| 年     | 日程    | タイトル                                    | 会場                     | 出演                                | 備考                                                                         |
| ------ | ------- | ------------------------------------------- | ------------------------ | ----------------------------------- | ---------------------------------------------------------------------------- |
| 2020年 | 3月29日 | 三月春のパン(タシア)祭り                    | 神奈川・KT Zepp Yokohama | 三月のパンタシア、Sou、ナナヲアカリ | 新型コロナウイルス感染症の感染拡大を受け、開催自粛。その後中止が発表された。 |
| 2025年 | 3月29日 | 三月春のパン(タシア)祭り2025 -リベンジの春- | 東京・Spotify O-EAST     | 三月のパンタシア、Sou、ナナヲアカリ |                                                                              |

### 参加公演
| 年     | 日程        | タイトル                                   | 会場                                           | 備考                                            |
| ------ | ----------- | ------------------------------------------ | ---------------------------------------------- | ----------------------------------------------- |
| 2017年 | 5月27-28日  | SME MUSIC THEATER 2017                     | 埼玉・さいたまスーパーアリーナ                 | [ 60 ]                                          |
| 2019年 | 1月26日     | リスアニ！LIVE 2019                        | 東京・日本武道館                               | [ 61 ]                                          |
| 2019年 | 5月18-19日  | SACRA MUSIC FES.2019 -NEW GENERATION-      | 千葉・幕張メッセイベントホール                 | [ 62 ]                                          |
| 2022年 | 6月24日     | Songful days SEASON2 with"三月のパンタシア | オンライン                                     |                                                 |
| 2022年 | 11月5日     | Bee with U ～11月のミツバチ～              | 東京・日比谷野外音楽堂                         | CHiCO with HoneyWorksのワンマンツアーゲスト出演 |
| 2022年 | 11月26-27日 | SACRA MUSIC FES. 2022 -5th Anniversary-    | 千葉・幕張メッセイベントホール                 |                                                 |
| 2023年 | 8月2日      | Anime Connect!! ～World～                  | 東京・豊洲PIT                                  |                                                 |
| 2023年 | 10月27日    | MATSURI～in TOKYO                          | 東京・Zepp Shinjuku                            |                                                 |
| 2024年 | 5月5日      | AFA ID X SACRA MUSIC FES.                  | インドネシア・ジャカルタコンベンションセンター | 初のインドネシア公演                            |
| 2024年 | 7月13日     | BilibiliWorld 2024                         | 中国・上海国家会展中心                         |                                                 |
| 2025年 | 5月24日     | CrossFlow vol.1                            | 東京・Zepp shinjuku                            |                                                 |
| 2025年 | 8月1日-3日  | AnimagiC 2025                              | ドイツ・Rosengarten Mannheim                   | 初のヨーロッパ公演                              |
| 2025年 | 10月3日     | Cosplay Mania 2025                         | フィリピン・SMX Convention Center              |                                                 |

### イベント
- 2018年11月25日　三月のパンタシア「ピンクレモネード」発売記念イベント　東京都 タワーレコード渋谷店 B1F「CUTUP STUDIO」[63]
- 2019年06月30日　「衛宮さんちの今日の晩餐会」　東京都 ヒューリックホール東京[64]
- 2021年8月8日　「さよならの空はあの青い花の輝きとよく似ていた」表紙絵柄サインカードお渡し会　東京都 HMV&BOOKS SHIBUYA
- 2021年8月8日　「101 / 夜光」リリース記念イベント　東京都 タワーレコード渋谷店 B1F「CUTUP STUDIO」
- 2021年12月4日　TVアニメ「魔法科高校の優等生」スペシャルイベント　東京都 昭島市民会館
- 2022年6月26日　三月のパンタシア 8thシングル『四角運命/アイビーダンス』特典会(サイン会)イベント　埼玉県 ヴィレッジヴァンガード+PLUSイオンレイクタウン店
- 2024年8月24日　三月のパンタシアワンマンライブ開催記念 スペシャルミートアンドグリート　東京都 Zepp Shinjuku
- 2024年9月1日　三月のパンタシア『愛の不可思議』リリース記念イベント　東京都 ヴィレッジヴァンガード渋谷本店
- 2025年2月2日　三月のパンタシア特別講義＆トークショー　兵庫県 神戸・甲陽音楽＆ダンス専門学校
- 2025年8月16日　三月のパンタシア10th ANNIVERSARY LIVE開催記念 スペシャルミートアンドグリート　東京都 Zepp Shinjuku
- 2025年8月24日　「多彩透明なブルーだった」リリースイベント　愛知県 タワーレコード名古屋近鉄パッセ店 TOWER SPACE NAGOYA
- 2025年9月13日　「多彩透明なブルーだった」リリースイベント　東京都 ヴィレッジヴァンガード下北沢店

### FC限定イベント
- 2022年12月10日　三月のナイショ話倶楽部　第一回リアルミーティング　東京都 eplus LIVING ROOM CAFE&DINING
- 2023年12月16-17日　三月のナイショ話倶楽部　第2回リアルミーティング～みあと部員と秘密の部屋～　東京都 BLACKBOX3
- 2024年12月14日　三月のナイショ話倶楽部　第3回リアルミーティング～みあと部員とクリスマス～　東京都 住友不動産原宿ビル10階

## 出演
出典: 

### テレビ番組
- MUSIC B.B. (2017年8月7日 - 13日[66]) 楽曲O.A.
- V-Clips (2017年8月13日[67]、テレビ埼玉) 楽曲O.A.
- 音楽缶 (2017年8月18日、20日、21日、23日[68]、tvk) 楽曲O.A.
- MUSIC B.B. (2017年8月23日 - 9月3日[69]) 楽曲O.A.
- ＰＰＶ (2017年8月31日、9月3日、4日[70]) 楽曲O.A.
- 音楽缶 (2017年10月1日 - 6日[71]、tvk) ミュージック・ビデオO.A.
- MUSIC B.B. (2017年10月9日 - 15日[72]) 楽曲O.A.
- GAKUON! (2019年12月1日、朝日放送テレビ) 特集
- 音力-ONCHIKA- (2020年9月24日、読売テレビ) 特集
- 三月のパンタシア LIVE 2020「ブルーポップは鳴りやまない」Special Edition (2021年3月21日、テレ朝チャンネル1) ライブ映像O.A.
- 三月のパンタシア presents 三月春のスタジオライブ祭り (2021年3月24日、テレ朝チャンネル1) ライブ映像O.A.
- musicるTV (2021年5月17日、テレビ朝日) 特集
- 69号室の住人 (2021年7月13日、TOKYO MX) ゲスト出演
- 音力 -ONCHIKA- (2021年7月22日、読売テレビ) MVO.A.
- 三月のパンタシア LIVE 2021「物語はまだまだ続いていく」特別版 (2022年3月6日、TBSチャンネル1) ライブ映像O.A.
- musicるTV (2022年5月9日、テレビ朝日) 特集
- 三月のパンタシア スペシャル (2022年6月23日、スペースシャワーTVプラス)特集
- 三月のパンタシア LIVE 2024「ブルーアワーを飛び越えて」 (2024年3月10日、TBSチャンネル1) ライブ映像O.A.

### インターネット番組/配信
- 三月のパンタシア楽曲パフォーマンス初放送！ＡＬ「あのときの歌が聴こえる」リリース特番 (2017年3月7日[73]、ニコニコ生放送)
- リスアニ！TV[74] (2017年3月11日、リスアニ) 特集
- 三月のパンタシア 4thシングル『ルビコン』発売決定記念 スタジオライブ＆生トーク (2017年6月30日[75]、ニコニコ生放送)
- 三月のパンタシア、ニューシングル「ルビコン」発売前日ライブ＆トーク特番 (2017年8月29日[76]、ニコニコ生放送)
- 「風の声を聴きながら/コラージュ」リリース記念企画！～40mP×すこっぷ×みあの声を聴きながら～(2018年3月7日[77]、LINE LIVE)
- わけありベジー シーズン2 (2018年5月28日[78]、AbemaTV)
- 「お世辞なんていらないわ～みんなの感想を聞かせて下さいSP～」 (2018年8月30日[79]、LINE LIVE)
- 三月のパンタシア『ガールズブルー・ハッピーサッド』発売記念～みあ×クリエイター座談会～ (2019年3月16日[80]、YouTube Live)
- 「ワンマンライブ直前スペシャル生放送」 (2019年6月1日[81]、LINE LIVE)
- 「ワンマンライブ振り返り＆『ガールズブルー』新企画直前トーク」 (2019年6月14日[82]、LINE LIVE)
- 三月のパンタシア 最新企画『8時33分、夏がまた輝く』前編総集編＆後編予告SP (2019年8月2日[83]、YouTube Live)
- 三月のパンタシア 活動開始４周年記念＆何やら発表もあるかも！生放送 (2019年8月16日[84]、LINE LIVE)
- 三月のパンタシアX'mas SP～みあサンタ現る!?～ (2019年12月25日、LINE LIVE)
- 三月のパンタシア ‟三パシの日”前夜祭！YouTube Live (2020年3月7日、YouTube Live)
- エア「三月春のパン(タシア)祭り」 (2020年3月29日、YouTube Live)
- 三月のパンタシア「２０２０夏」 (2020年7月3日、YouTube Live)
- 三月のパンタシア“重大発表”　(2020年7月24日、YouTube Live)
- ブルーポップは鳴りやまない！愛してやまない"青"の話 (2020年9月29日、AbemaTV)
- オンラインライブ直前わくわく生配信！ (2020年10月20日、YouTube Live)
- 三パシXmasミニライブ～十二月のパンタシア～ (2020年12月25日、YouTube Live)
- 「ミステリリカルな手紙はチョコレートよりも甘い」ウラ話Special生配信 (2021年2月14日、YouTube Live)
- 「幸福なわがまま」発売記念配信 (2021年5月14日、YouTube Live)
- New Single「101/夜光」発売記念生配信！ (2021年7月21日、YouTube Live)
- 三月のパンタシア「活動開始記念日＆＃三パシ夏期講習」オンライン授業編- (2021年8月16日、YouTube Live)
- ライブ直前！三パシライブの楽しみ方講座生配信！ (2021年11月23日、YouTube Live)
- エンスタ 2ndシーズン #23 (2021年2月17日、YouTube Live)
- 大阪公演開催直前＆「アイビーダンス」配信記念』踊ってみた振付完全版生配信 (2022年4月16日、YouTube Live)
- 三パシの放送部！8th Single「四角運命/アイビーダンス」発売記念生配信！ (2022年6月21日、YouTube Live)
- 三月のパンタシア特集 on LOUNGE (2022年6月25日、AWA)
- 三月のパンタシア EP「ゴールデンレイ -解体新章-」発売記念配信 (2023年8月22日、YouTube Live)
- 三月のパンタシアメジャーデビュー8周年記念 (2024年6月1日、YouTube Live)
- 「多彩透明なブルーだった」収録曲投票結果発表生配信 (2025年6月20日、YouTube Libe)

### ラジオ

#### 2021年
- FAV FOUR (7月7日、NACK5) ゲスト出演
- SONAR MUSIC (7月12日、J-WAVE) 楽曲O.A.
- 踊っちゃわ Night!? (7月14日、FM横浜) リモート出演
- 劇団サンバカーニバル (7月17日、FM FUJI) リモート出演
- TREASURE TIMES (7月18日、FM福岡) コメント出演
- OMOLO SUNDAY (7月18日、CROSS FM) コメント出演
- オキアニ！ (7月19日、FM沖縄) コメント出演
- J-HITS FLOOR (7月19日、FM NORTH WAVE) コメント出演
- 名もないラジオ (7月19日、Bayfm) コメント出演
- Colors (7月20日、FM長崎) リモート出演
- Music Bit (7月22日、FM大阪) コメント出演
- カムカムFM福岡 (7月23日、FM福岡) コメント出演
- ROCK KIDS 802-FRIDAY＆SATURDAY- (7月23日、FM802) インタビュー出演
- 亜咲花 Animetick Night (7月24日、CBCラジオ) インタビュー出演
- the Canadian Clubの音選たまご (7月25日、FM GIFU) コメント出演
- DJ KO-TAROの+musicレディオ (7月26日、MBSラジオ) コメント出演
- サブカルキングダム (7月31日、ZIP-FM) インタビュー出演
- トレンディエンジェルのPePePeラジオ (7月31日、文化放送) ゲスト出演
- 前野沙織＆you radio (8月1日、東海ラジオ) コメント出演
- MUSIC WOLF (8月3日、長崎NBCラジオ) コメント出演
- EVENING STREET (8月4日、FM AICHI) コメント出演
- しゅかラジ！ (8月4日、NACK5) コメント出演
- Anison-R (8月6日、FM NORTH WAVE) コメント出演
- あにめdawn!!!!! (8月13日、FMとやま) コメント出演
- 802 Palette (10月2日-30日、FM802) 10月マンスリーアーティスト

#### 2022年
- 802 Palette (2月19日、FM802) 楽曲O.A.
- Colors (3月3日、FM長崎) コメント出演
- 東京プラネタリー☆カフェ (3月5日、12日、TOKYO FM) インタビュー出演
- サブカルキングダム (3月5日、ZIP-FM) インタビュー出演
- MORNING SPLASH (3月7日、FM GIFU) コメント出演
- MOVING MONTHLY STYLE (3月7日、FM福岡) コメント出演
- J-HITS FLOOR (3月8日、FM NORTH WAVE)
- しゅかラジ！ (3月9日、NACK5) コメント出演
- Music Bit (3月9日、FM大阪) コメント出演
- キラスタ (3月10日、NACK5) リモート出演
- Update Evening! (3月10日、FM福井) コメント出演
- 学園祭学園 青木佑磨のザ・ゴールデン・ゴールド・ゴー・ゴー (3月11日、文化放送) ゲスト出演
- カムカムFM福岡 (3月11日、FM福岡) コメント出演
- Anison-R (3月11日、FM NORTH WAVE) コメント出演
- コウズマユウタ Sunday Cruisin' (3月13日、福岡RKBラジオ) コメント出演
- アニメロティック 第2期 (3月13日、HBCラジオ) コメント出演
- PUSH851 (3月13日、FM大阪) コメント出演
- オキアニ！ (3月14日、FM沖縄) コメント出演
- ミュージックライン (3月17日、NHK-FM) ゲスト出演
- Fly－Day Wonder 3 (3月18日、FM長崎) コメント出演
- MUSIC WOLF TV (3月20日、長崎NBCラジオ) コメント出演
- 皆藤愛子窓cafe ～窓辺でcafe time (3月20日&27日) コメント出演
- MUSIC WOLF (3月22日、長崎ＮＢＣラジオ) コメント出演
- MUSIC180 (3月31日、FM802) 楽曲選曲担当
- 802 Palette (4月2日、FM802) リモート出演
- 沢井里奈のさわやか#さわーたいむ (4月23日、FM AICHI) インタビュー出演
- 802 Palette (6月11日、FM802) 楽曲O.A.
- A&G TRIBAL RADIO エジソン (6月11日、文化放送) ゲスト出演
- しゅかラジ！ (6月15日、NACK5) ゲスト出演
- キラスタ (6月16日、NACK5) リモート出演
- Seasoning (6月21日、JFM) ゲスト出演
- しゅかラジ！ (6月22日、NACK5) ゲスト出演
- D4DJ presents アニソン・ブレイク!!!! (6月22日、TOKYO FM) ゲスト出演
- Tresen (6月23日、FM横浜) ゲスト出演
- キャッチ！ (6月30日、e-radio) リモート出演
- 802 Palette (12月31日、FM802) コメント出演

#### 2023年
- 802 Palette (7月2日、FM802) 楽曲O.A.
- A&G TRIBAL RADIO エジソン (7月8日、文化放送) 楽曲O.A.
- アニメ『ライザのアトリエ』 ～秘密のラジオ～ #2 (7月17日、YouTube) ゲスト出演
- ANIMEコンシェルジュ (7月18日、25日、ニッポン放送) ゲスト出演
- しゅかラジ！ (8月23日、NACK5) コメント出演
- MUSIClock with THE FIRST TIMES (9月6日、interfm) リモート出演
- YOKOHAMA RADIO APARTMENT 「笑顔モリモリらじお☆彡」 (9月13日、FM横浜) スタジオ出演
- aniBuzz (9月29日、ZIP-FM) コメント出演

#### 2024年
- DIG THE J-MUSIC (1月20日、27日、interfm) インタビュー出演
- FUN MORE TUNE (5月18日、文化放送) ゲスト出演
- SCHOOL OF LOCK! (5月21日、TOKYO FM) ゲスト出演
- アニメコンシェルジュ (5月28日、YouTube) ゲスト出演
- カメレオンパーティー (5月29日、FM NACK5) ゲスト出演
- Kiss&Ride (5月30日、FM横浜) ゲスト出演
- キラスタ (6月10日、NACK5) ゲスト出演
- クリエーターズ・スタジオ with ボカコレ (8月6日、JFN) ゲスト出演
- 学園祭学園 青木佑磨のザ・ゴールデン・ゴールド・ゴー・ゴー (8月9日、文化放送)
- MUSIClock with THE FIRST TIMES (8月12日、interfm) ゲスト出演
- 802 Palette (8月17日、FM802) 楽曲O.A.
- Lovely Day♡ (8月22日、FMヨコハマ) ゲスト出演
- Memories&Discoveries (8月28日、JFN) ゲスト出演
- FLOW KEIGOのトーク巡礼 (10月6日、13日、FM愛媛、FM高知、FM徳島、FM香川) ゲスト出演
- アニソンアカデミー (10月12日、NHK-FM) ゲスト出演

#### 2025年
- 802 Palette (2月1日、FM802) 楽曲O.A.
- EVENING TAP (2月3日、FM802) ゲスト出演
- 802 Palette (2月8日、FM802) ゲスト出演
- おふらじ！EX (2月13日、FM大阪) インタビュー出演
- Kiss Music Presenter FRIDAY (2月14日、FM KOBE) インタビューO.A.
- R→933 LP. (2月17日、ABCラジオ) コメント出演
- ワタナベフラワームサのアニソン部屋 (3月1日、ラジオ関西) インタビュー出演
- DJ KO-TAROの＋musicレディオ (3月2日、MBSラジオ) コメント出演
- Mタウン (3月10日、MBS) コメント出演

#### パワープレイ等
| 時期      | 楽曲                   | 放送局   | 種類           |
| --------- | ---------------------- | -------- | -------------- |
| 2019年3月 | 三月がずっと続けばいい | FM OH!   | パワープレイ   |
| 2019年3月 | 三月がずっと続けばいい | 文化放送 | プラスチューン |
| 2020年9月 | サマーグラビティ       | 文化放送 | プラスチューン |
| 2022年6月 | 四角運命               | WOWOW    | パワープレイ   |

### Web
- TVアニメ「Re:CREATORS」公式サイト (2017年7月9日[98]) 対談インタビュー掲載
- リスアニ！WEB (2017年8月29日[99]) インタビュー掲載
- TVアニメ「Re:CREATORS」公式サイト (2017年9月2日[100]) インタビュー掲載
- SARUnet.com (2017年10月20日[101]) インタビュー掲載
- animate Times (2018年3月5日[102]) 対談インタビュー掲載
- リスアニ！WEB (2018年3月7日[103]) インタビュー掲載
- エンタメステーション (2018年3月7日) インタビュー掲載
- OKMusic (2018年4月20日[104]) インタビュー掲載
- 音楽ナタリー (2018年11月7日[105]) 対談インタビュー掲載
- 音楽ナタリー (2019年3月13日[106]) インタビュー掲載
- アキバ総研 (2019年3月13日[107]) インタビュー掲載
- KAI-YOU (2019年3月22日[108]) インタビュー掲載
- SUNDAY FOLK PROMOTION (2019年3月26日) インタビュー掲載
- KKBOX (2019年7月17日[109]) 対談インタビュー掲載
- KKBOX (2019年7月26日[110]) 対談インタビュー掲載
- 音楽ナタリー (2019年8月26日) インタビュー掲載
- 音楽ナタリー (2020年1月25日[111]) ライブレポート掲載
- EMTG MUSIC (2020年2月3日[112]) インタビュー掲載
- SPICE (2020年2月14日[113]) インタビュー掲載
- リスアニ！WEB (2020年9月29日[114]) インタビュー掲載
- 音楽ナタリー (2020年9月30日[115]) インタビュー掲載
- rockin'on.com (2020年10月1日[116]) インタビュー掲載
- FanplusMusic (2020年10月2日[117]) インタビュー掲載
- SPICE (2020年10月3日[118]) インタビュー掲載
- 音楽ナタリー (2020年10月23日[119]) ライブレポート掲載
- MdN Design Interactive (2020年10月29日[120]) 特集
- 好書好日 (2020年12月5日[121]) インタビュー掲載
- BANGER!!! (2021年3月3日[122]) 対談記事掲載
- 音楽ナタリー (2021年6月1日[123]) ライブレポート掲載
- リスアニ！WEB (2021年6月1日[124]) インタビュー掲載
- 音楽ナタリー (2021年6月4日[125]) インタビュー掲載
- 音楽ナタリー (2021年7月22日) 対談、単独インタビュー掲載
- アキバ総研 (201年7月22日) インタビュー掲載
- リスアニ！WEB (2021年7月30日) インタビュー掲載
- アニメイトタイムズ (2021年8月4日) インタビュー掲載
- ダ・ヴィンチニュース (2021年8月24日) インタビュー掲載
- ステキブンゲイ (2021年10月27日) インタビュー掲載
- 音楽ナタリー (2021年11月27日) ライブレポート掲載
- SPICE (2021年11月30日) ライブレポート掲載
- Billboard JAPAN (2021年12月2日) ライブレポート掲載
- リスアニ！WEB (2021年12月6日) ライブレポート掲載
- 映画.com (2021年12月6日) インタビュー掲載
- 日経スポーツ (2022年1月5日) コラム記事掲載
- THE FIRST TIMES (2022年3月9日) コラム記事掲載
- 音楽ナタリー (2022年3月9日) 対談、単独インタビュー掲載
- THE FIRST TAKE MUSIC (Podcast) (2022年3月22日) トークプログラム掲載
- 音楽ナタリー (2022年4月22日) ライブレポート掲載
- リスアニ！WEB (2022年4月22日) ライブレポート掲載
- SPICE (2022年4月25日) ライブレポート掲載
- 超！アニメディア (2022年6月21日) インタビュー掲載
- リスアニ！WEB (2022年6月21日) インタビュー掲載
- 音楽ナタリー (2022年6月22日) 対談インタビュー掲載
- SPICE (2022年6月23日) インタビュー掲載
- THE FIRST TIMES (2022年6月24日) インタビュー掲載
- 音楽ナタリー (2023年3月19日) ライブレポート掲載
- リスアニ！WEB (2023年4月4日) ライブレポート掲載
- 音楽ナタリー (2023年8月23日) インタビュー掲載
- リスアニ！WEB (2023年8月24日) インタビュー掲載
- 音楽ナタリー (2024年3月10日) ライブレポート掲載
- SPICE (2024年3月18日) ライブレポート掲載
- 音楽ナタリー (2024年5月24日、6月10日) 担当アーティストスペシャル対談掲載
- れポたま！ (2024年5月27日) インタビュー掲載
- FLYING POSTMAN PRESS (2024年5月28日) インタビュー掲載
- リスアニ！WEB (2024年5月29日) インタビュー掲載
- アニメージュプラス (2024年5月31日) インタビュー掲載
- 音楽ナタリー (2024年8月21日) インタビュー掲載
- リスアニ！WEB (2024年8月22日) インタビュー掲載
- 音楽ナタリー (2024年8月24日) ライブレポート掲載
- れポたま！ (2024年8月28日) ライブレポート掲載
- Real Sound (2024年8月29日) ライブレポート掲載
- リスアニ！WEB (2024年9月1日) ライブレポート掲載
- リスアニ！WEB (2024年12月20日) インタビュー掲載
- 音楽ナタリー (2025年3月31日) ライブレポート掲載
- リスアニ！WEB (2025年4月12日) ライブレポート掲載

### 雑誌
- okmusic UP's Vol.156 (2017年8月20日[126]、JAPAN MUSIC NETWORK)
- FLYING POSTMAN PRESS 8月20日発行号 (2017年8月20日[126]、FLYING POSTMAN PRESS)
- JUNON 2017年10月号（2017年8月23日[126]、主婦と生活社）
- TSUTAYAフリーペーパー「あにツタ」 (2018年2月28日[127]、TSUTAYA)
- まんがタイムきらら 2018年4月号 (2018年3月9日[128]、芳文社)
- アニメディア 2018年4月号 (2018年3月10日[129]、IID)
- okmusic UP's Vol.164 (2018年4月20日[130])
- リスアニ！Vol.35 (2018年11月21日、lisani)
- Febri Vol.58 (2019年12月10日、一迅社)
- コンプティーク 10月号 (2020年9月10日、KADOKAWA)
- ch FILES 2020年10月号 (2020年9月20日、ch FILES)
- BACKSTAGE PASS 2020年11月号 (2020年9月26日、SHINKO MUSIC ENTERTAINMENT)
- ch FILES 2020年11月号 (2020年10月20日、ch FILES)
- FLYING POSTMAN PRESS 2020年11月号 (2020年10月20日、FLYING POSTMAN PRESS)
- TSUTAYAフリーペーパー「あにツタ」 (2021年7月31日、TSUTAYA)
- 小説新潮12月号 (2021年11月22日、新潮社)
- B-PASS 2022年5月号 (2022年3月26日、SHINKO MUSIC ENTERTAINMENT)
- Megami Magazine 2022年7月号 (2022年5月30日、Gakken)
- ダ・ヴィンチ 2022年9月号 (2022年8月5日、KADOKAWA)
- B-PASS 2023年10月号 (2022年8月25日、SHINKO MUSIC ENTERTAINMENT)
- ダ・ヴィンチ 2023年3月号 (2023年2月6日、KADOKAWA)
- 7ぴあ 8月号 (2023年8月5日、セブンイレブン)
- B-PASS 2023年10月号 (2023年8月29日、シンコーミュージック・エンターテインメント)
- ユリイカ 5月号 (2024年4月26日、青土社)

## 書籍
- 『さよならの空はあの青い花の輝きとよく似ていた』（著：みあ、幻冬舎、2021年7月19日発売）、ISBN 978-4-3440-3825-7
- 君とブルーに染まる頃（漫画：斎藤栞、『コミックアルナ』2024年5月号 - 2025年3月号[131]  ） - 原作：みあによるコミカライズ[131]
- 君とブルーに染まる頃（KADOKAWA、単行本第1巻 2024年9月18日発売）、ISBN 978-4-0468-3937-4
- 君とブルーに染まる頃（KADOKAWA、単行本第2巻 2025年3月17日発売）、ISBN 978-4-0468-4604-4